# Earth to Dora
Earth to Dora è il tredicesimo album in studio del gruppo musicale statunitense Eels, pubblicato nel 2020.

## Tracce
1. Anything for Boo – 3:24
2. Are We Alright Again – 3:44
3. Who You Say You Are – 2:55
4. Earth to Dora – 3:43
5. Dark and Dramatic – 3:40
6. Are You Fucking Your Ex – 3:41
7. The Gentle Souls – 4:01
8. Of Unsent Letters – 3:08
9. I Got Hurt – 4:17
10. OK – 3:33
11. Baby Let's Make It Real – 3:56
12. Waking Up – 2:46

## Formazione
- E – chitarra, voce
- The Chet – chitarra
- Knuckles – batteria
- Koool G Murder – basso
- P-Boo – chitarra